# Émile Durandeau
Jean Émile Durandeau, né le 28 février 1827 dans l'ancien 7e arrondissement de Paris et mort le 23 avril 1880 à Asnières, est un peintre et caricaturiste français.

## Biographie
Spécialisé dans le portrait-charge, il publie des caricatures notamment en première page du journal satirique Le Drôlatique en 1867. Émile Durandeau est paralysé les deux dernières années de sa vie. Il meurt au no 1 rue de Seine à Asnières-sur-Seine dans un appartement que lui louait l'actrice Alphonsine. Il est inhumé à Paris au cimetière du Père-Lachaise (58e division). Depuis le 5 juin 1980, ses restes sont entreposés à l'ossuaire du cimetière.
Il fut le librettiste d'une operette d'Hervé intitulée Messire Barbe bleue jouée le 10 août 1855.au théâtre des Folies nouvelles à Paris (cité p 129 50 ans wde folies parisiennes Hervé le père de l'operette Jaques Rouchouse éd Michel de Maude)

## Publications
- Civils et militaires, textes et dessins d'Émile Durandeau, préface de Théodore de Banville, Tresse 1878.

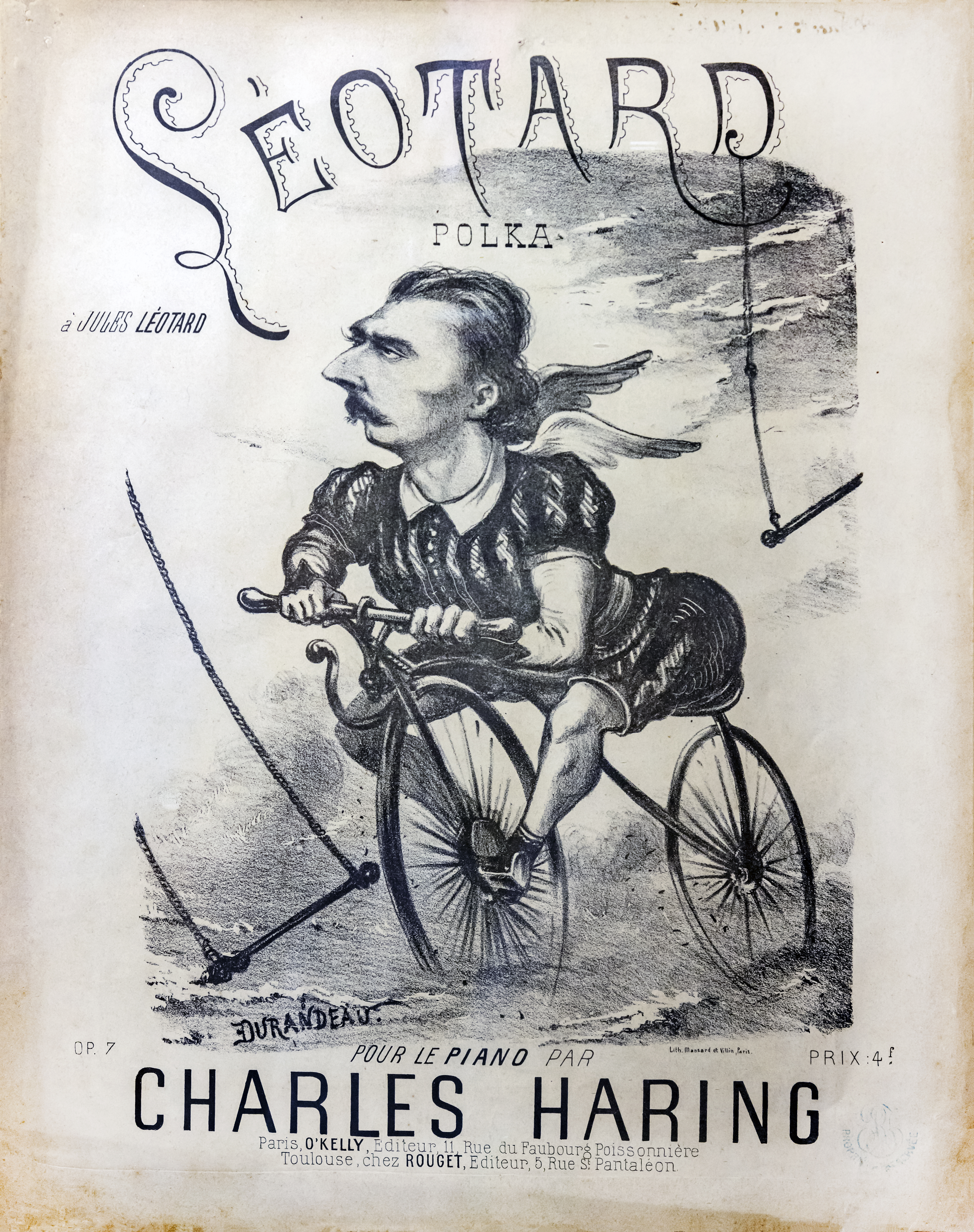
Jules Léotard, Musée du Vieux Toulouse.
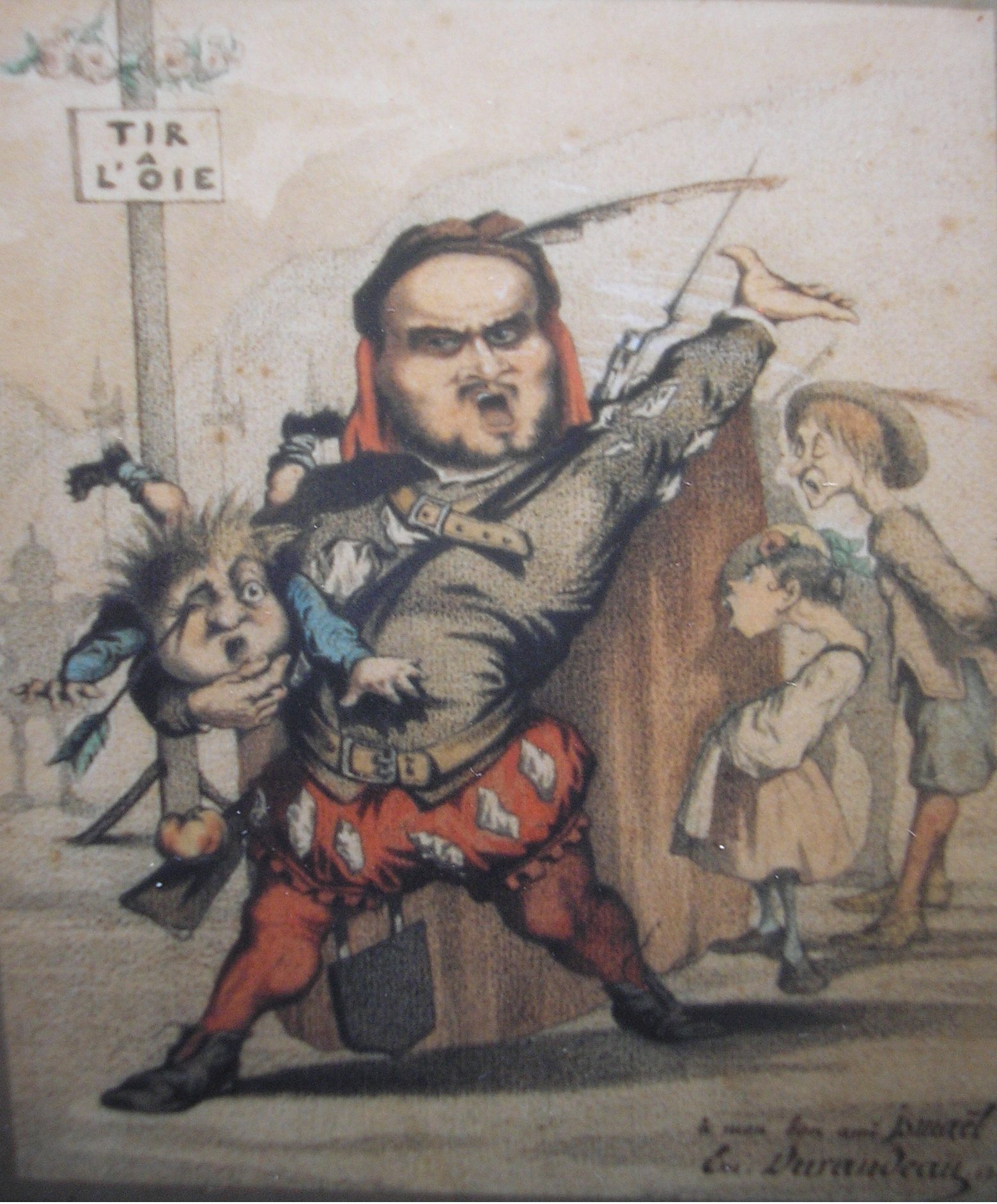
Le Baryton Ismaël, collection particulière.
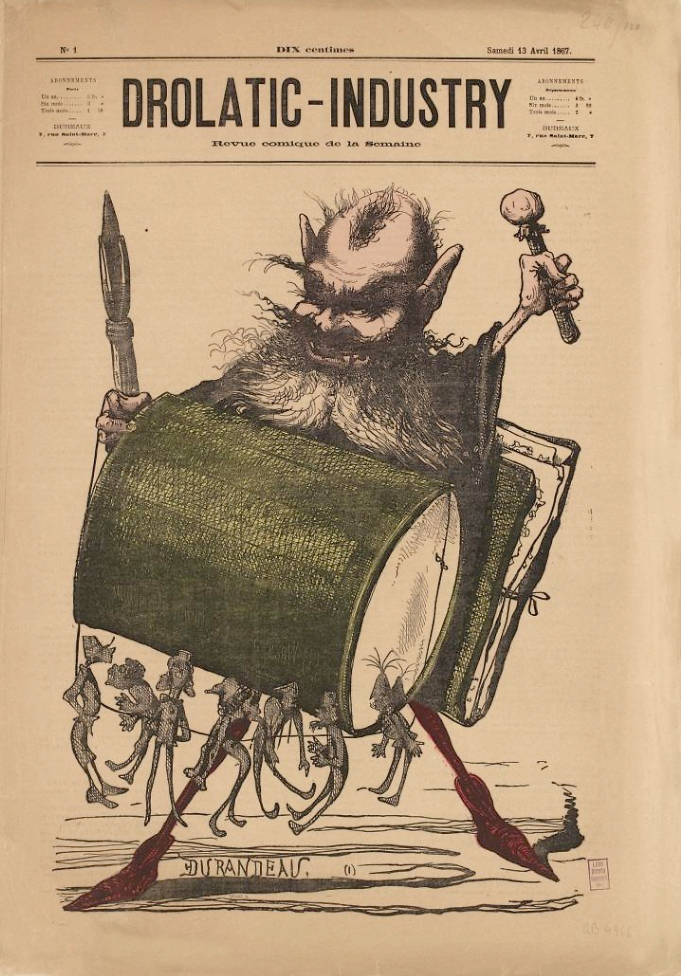
Numéro 1 du Drôlatique, avril 1867.